# Atherinella venezuelae
Atherinella venezuelae är en fiskart som först beskrevs av Eigenmann 1920.  Atherinella venezuelae ingår i släktet Atherinella och familjen Atherinopsidae. Inga underarter finns listade.